# 무스타파 케말 아타튀르크
무스타파 케말 아타튀르크(튀르키예어: Mustafa Kemal Atatürk, 1881년 ~ 1938년 11월 10일)는 오스만 제국의 육군 장교, 혁명가, 작가이며 튀르키예 공화국의 건국자이자 초대 대통령이다.
제1차 세계 대전 당시 육군 장교였고, 오스만 제국의 패배 이후 튀르키예 국민 운동 소속으로 튀르키예 독립 전쟁을 주도하였다. 일찍이 청년 투르크 당에서 활동하였으며, 갈리폴리 전투에서 영국과 프랑스 군대의 공세를 저지한 탁월한 장군이기도 하였다. 재임 중인 1938년에 사망하였다. 그의 칭호인 아타튀르크는 "튀르크의 아버지"라는 뜻으로, 1934년에 튀르키예 의회가 헌정하였다.

## 유년 시절
아타튀르크는 1881년 당시 오스만 제국의 지배 하에 있던 셀라닉주(지금의 그리스 테살로니키)에서 국경세무관리의 아들로 태어났다. 이 집은 현재 테살로니키 시에서 튀르키예 정부에 기증해 아타튀르크 박물관으로 쓰이고 있다. 다른 형제도 있었지만, 여동생인 마크불레 아타단만 성인이 될 때까지 살아 있었다. 앤드류 망고는 그의 가족들은 튀르키예어를 사용하는 무슬림이었다고 하였다. 그의 아버지인 알리 리자는 알바니아인라는 설이 있지만, 터키의 역사학자들은 그의 조상이 튀르키예 아이딘 주의 쇠케에서 이주하였다고 주장한다. 그의 어머니 쥐베이데 하듬은 튀르키예의 소수민족인 외뤼크 계열이라고 알려져있다. 그리고 몇몇 학자들은 그의 어머니가 슬라브족의 피도 일부 섞였다고 주장한다.

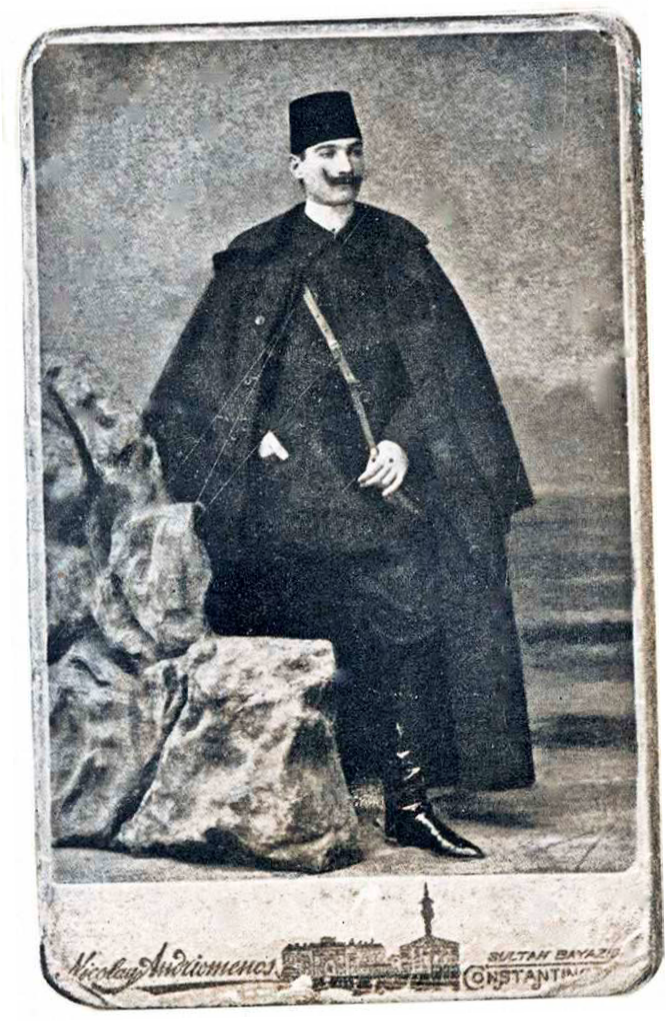
1905년 전쟁사관학교 졸업식 날의 아타튀르크

아타튀르크의 어린시절 이름은 무스타파였으며, 케말(Kemal)은 그의 수학 선생님이던 위스퀴프뤼 무스타파 에펜디가, 그의 수학 실력과 성숙한 모습을 칭찬하면서 지어준 이름이라고 한다. 그의 어머니는 그가 종교학교에 다니길 원했지만, 무스타파는 종교와 무관한 사립학교에 입학하였다. 그의 부모는 무스타파가 무역상이 되길 원했으나, 그는 부모와 상의 없이 1893년에 살로니카 군사 학교(Selanik Askeri Rüştiyesi)에 입학하였다. 1896년에는 마나스트르 군사 고등학교(Manastır Askeri İdadisi)에 입학했다. 1899년 3월 14일에는 오스만제국 군사학교(Mekteb-i Harbiye)에 입학했으며, 1902년에 졸업했다. 1905년 1월 11일에는 오스만제국 군사대학(Mekteb-i Erkân-ı Harbiye)을 졸업했다.

## 군인 시절

### 초창기 경력
졸업 후, 무스타파 케말은 반독재주의자라는 이유로 체포됐다. 몇 달 동안 구속되었다가, 전 학교 교장이던 리자 파샤(Rıza Paşa)의 변호로 출소했다. 출소 이후 그는 다마스쿠스에 위치한 오스만제국 5군 사령부의 대위로 임관한다. 그는 압둘 하미드 2세에 대한 독재를 반대하여 청년 비밀결사 단체인 조국과 자유(Vatan ve Hürriyet)라는 단체에 가입했다. 1907년 6월 20일에는 시니어 캡틴으로 진급했으며, 같은해 10월 13일에 마나스트르에 위치한 3군 사령부로 전속되었다. 그 후 통일진보위원회에 가입했다. 1908년 6월 22일에는 동부 루멜리아(Doğu Rumeli Bölgesi Demiryolları Müfettişi)의 오스만 제국 철도 감독관으로 임명됐다. 같은해 7월 청년 튀르크 혁명에 가담했다.
무스타파 케말은 군의 비정치화를 주장했지만 받아들여지지 않았다. 그 결과 현재의 리비아 지방인 트리폴리타니아 빌라예트로 부족 반란을 진압하는 한직으로 쫓겨났다. 하지만 미쿠쉬(Mikush)에 따르면 무스타파 케말이 자원해서 떠났다고도 한다. 반란을 진압하고 1909년 1월에 이스탄불에 다시 돌아왔다.
1909년 4월에 이스탄불에서는 군인들에 의해서 반혁명 운동인 3월 31일 사건(31 Mart Vakası)이 발생했다. 무스타파 케말은 반혁명 운동을 진압하는데 큰 기여를 했다.

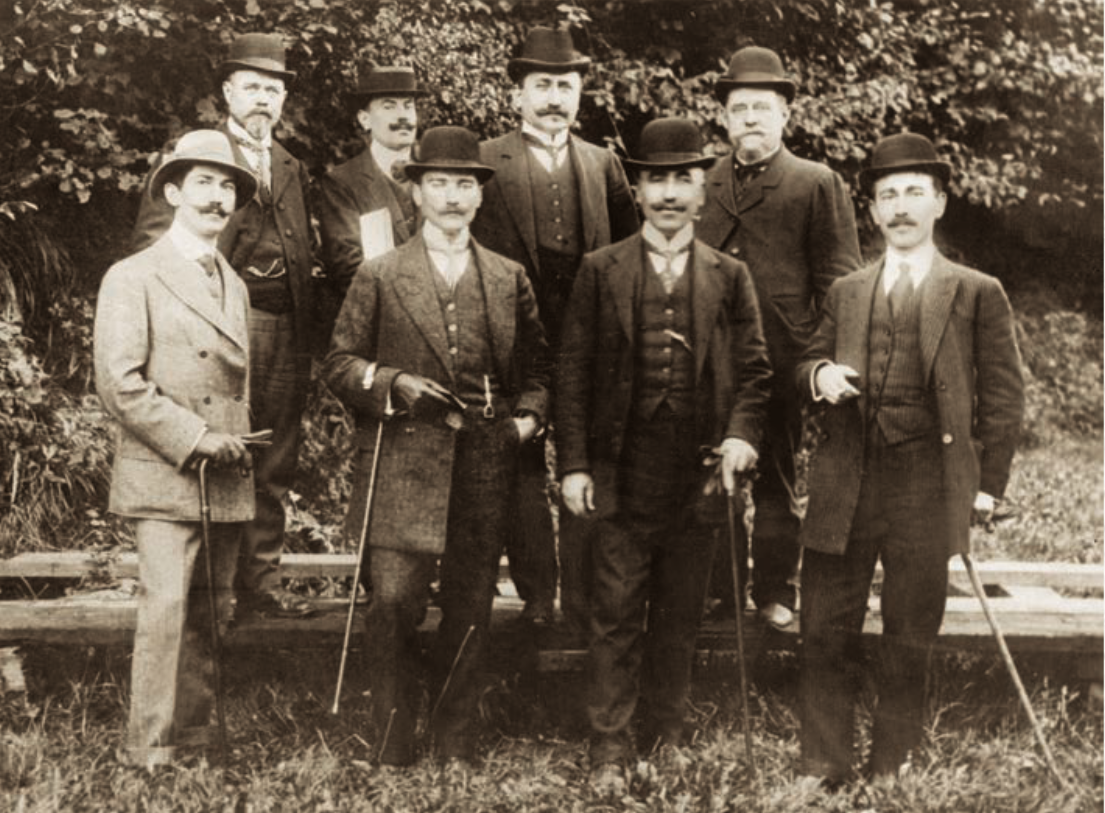
1910년 9월 28일 프랑스에서 피카르디(Picardie) 군대 훈련에서 오스만 투르크 참관단과 함께 아타튀르크(앞줄, 왼쪽에서 두 번째)

1910년에는 오스만 제국령 알바니아로 발령받아서 전속됐다. 그 당시 알바니아에는 이사 볼레티니가 코소보에서 봉기를 일으켰다. 무스타파 케말은 알바니아의 정치인 에퀴렘 블로라(Eqerem Vlora)를 만났다. 1910년 가을에는 오스만 제국의 관전장교의 신분으로 프랑스 피카르디에서 있었던 대규모 훈련에 참여했고, 1911년에는 이스탄불에서 오스만 제국 전쟁부(Harbiye Nezareti)에서 잠시 복무했다.

### 이탈리아-튀르크 전쟁
1911년 무스타파 케말은 오스만령 트리폴리타니아(현재의 리비아)에 발령받았다. 그 곳에서 이탈리아-튀르크 전쟁에 참전했고, 주로 벵가지, 데르나, 투브루크에서 이탈리아 군 약 150,000명을 베두인 약 20,000명과 튀르크인 8,000명으로 맞서 싸웠다. 이탈리아가 선전포고를 한지 얼마 되지 않았을 때에는, 리비아로 파병된 오스만 제국군은 오스만령 예멘에서 예맨 혁명을 진압하기 위해서 차출되어 있어 병력과 물자가 부족했다. 그리고 이집트를 지배하던 영국은 오스만 제국군이 이집트를 통과하지 못하게 했고, 이로 인해 오스만 제국군은 아랍인처럼 위장하고 이집트를 통과하거나, 배를 이용해 오스만령 트리폴리타니아로 파병되었다. 이런 어려움에도 무스타파 케말의 부대는 리비아에서 이탈리아군을 여러번 격퇴시켰다. 특히, 1911년 12월 22일 토브루크 전투에서 대승을 거두었다.
그러나 1912년 1월 16일부터 17일간 있었던 데르나 전투에서 무스타파 케말은 건물에서 튄 석회암 파편에 왼쪽 눈을 맞아 눈에 부상을 입어 시력 손상을 입는다. 그는 적신월의 의료시설에서 2주간 치료를 받고 전장으로 돌아갔으나 상태가 악화되어 다시 입원해 1달 가까이 치료를 받았다. 1912년 3월 6일 데르나의 오스만 제국군의 지휘관이 됐다. 1912년 10월 18일 이탈리아-튀르크 전쟁이 끝날 때까지 무스타파 케말은 이 지역을 지켜냈다. 무스타파 케말, 엔베르 베이, 페트히 베이 등 오스만 제국군의 지휘관들은 1912년 10월 8일 발칸 전쟁이 발발하자 귀환했다. 오스만 제국은 1912년 10월 18일 로잔에서 우시 조약을 이탈리아 왕국과 체결하면서 오스만령 트리폴리타니아, 페잔, 키레나이카(현재의 리비아)를 이탈리아 왕국에 넘겨줬다.

### 발칸 전쟁

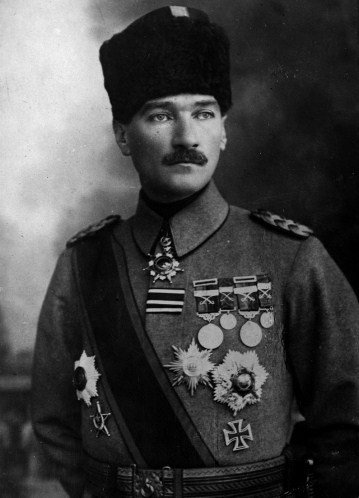
아타튀르크, 육군 사령관 당시 (1918년)

제1차 세계 대전 때는 갈리폴리 전투에서 승리를 거두어서 큰 공을 세웠다. 제1차 세계 대전이 끝나고 연합국들이 오스만 제국을 침공할 때 전선에 나가 조국을 수호했다. 갈리폴리 전투 이후 케말에게는 지도자라는 뜻의 '파샤'라는 칭호가 따라붙게 되었고, 유럽 등 외국에는 '케말 파샤'라는 이름으로 널리 알려졌다.
1921년에 그리스가 아나톨리아를 침공할 때에는 사카르야 전투에서 크게 승리를 거두어 대그리스주의를 끝내게 만들었다. 터키는 1차 세계대전 후 공화국을 수립했으며, 그리스와의 전쟁에서 대승을 거둔 1922년 8월 30일을 국경일로 기념하고 있다. 1923년에는 자신을 지지하는 청년 장교들과 함께 앙카라를 장악, 오스만 제국을 무혈혁명으로 멸망시켰다.
1922년 11월에는 술탄제를 폐지하고, 메흐메트 6세를 폐위했다. 1923년 7월 연합국과 새로운 조약(로잔 조약)을 체결하였다. 동년 10월에는 이스탄불에서 앙카라로 천도하고 공화제를 선포하였으며, 대통령에 취임했다.

## 대통령 시절

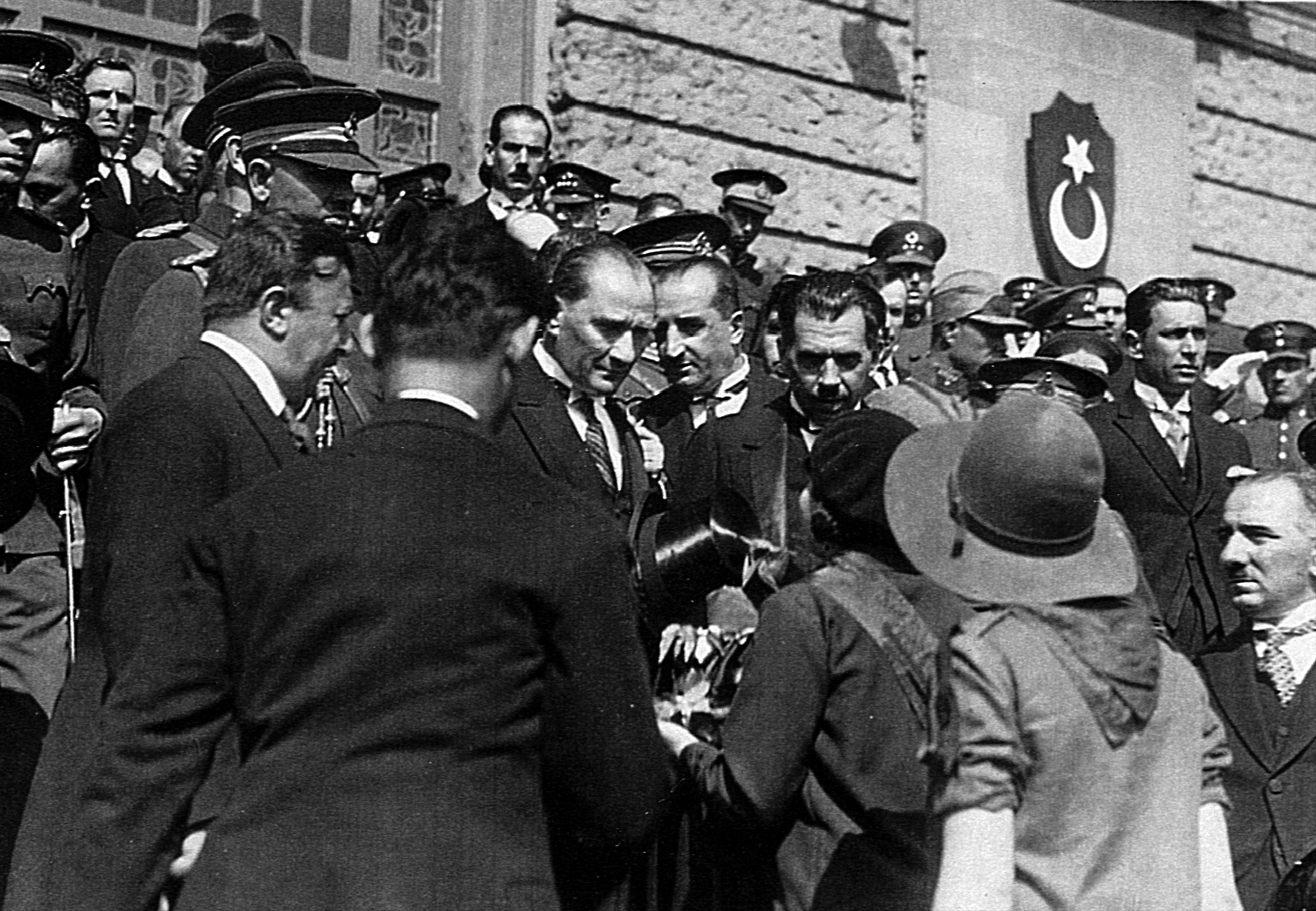
이스탄불의 아타튀르크 (1927년)

케말 아타튀르크는 1923년에 대통령에 취임한 뒤 본격적으로 개혁정책을 시행했다. 1924년에는 632년 이래 1300년 동안 이어져 오던 칼리프제를 폐지하였고, 튀르키예 공화국의 기본 정신인 세속주의를 법으로 제정했다.
1925년에는 복장 개혁을 시행하여 여성들의 복장을 해방시키고, 과거에 금지되었던 여성의 교육권을 보장해 남녀평등교육을 시행하였으며, 이슬람력을 폐지하여 유럽식 그레고리력으로 대체했다. 1926년에는 민법을 개정해 일부다처제를 금지하고 일부일처제를 확립하였으며, 1928년에 튀르키예어의 아랍 문자 표기법을 폐기하고 로마자 표기법으로 변경하였다. 1930년에는 여성에게도 선거권을 부여하였다.

## 질병 및 사망
아타튀르크는 그의 삶의 대부분을 통해 보통에서 무거운 정도의 술을 마셨고, 하루에 0.5리터의 라크를 자주 마셨다. 그는 또한 담배를 피웠고, 주로 담배의 형태로 피웠다. 1937년 동안, 아타튀르크의 건강이 악화되는 징후들이 나타나기 시작했다. 1938년 초, 얄로바로의 여행 중에, 그는 심각한 병으로 고통을 받았다. 그는 치료를 위해 이스탄불로 갔고, 그곳에서 그는 간경화증 진단을 받았다. 이스탄불에 머무는 동안, 그는 그의 규칙적인 생활 방식을 유지하기 위해 노력했지만, 결국 그의 병으로 죽었다. 그는 돌마바흐체 궁전에서 57세의 나이로 1938년 11월 10일에 사망했다.

## 현재 튀르키예에서의 위상
무스타파 케말 아타튀르크는 터키에서 독립 영웅이자 국부로서 추앙받고 있다. 터키 국회는 1934년 '터키의 아버지'라는 뜻의 '아타튀르크' 경칭을 수여하였고 공공건물이나 거리의 이름을 이 명칭으로 바꿨다. 지폐 속의 인물도 오직 아타튀르크 단 한 명이다.

## 같이 보기
- 아느트카비르
- 아타튀르크 마스크
- 아타튀르크 박물관
- 케말주의
- 튀르키예 공화국
- 튀르키예 대국민의회